# 司圣贤
萨蒂什·库马尔·西万（1977年4月5日—），汉名司圣贤，印度外交官，现任印度驻迪拜和北阿联酋总领事。

## 经历
司圣贤出生于1977年4月5日。2005年，司圣贤加入印度外事服务。他擁有馬德拉斯大學的商業碩士學位，通曉英語、印地語、馬拉雅拉姆語、泰米爾語、卡納達語，並接受過漢語普通話培訓。
在新德里外交部總部，他以多種職務處理與中國、韓國及蒙古的關係。任聯秘期间，負責兩項重要工作：一、快速反應小組：協調撤離印度公民以及提供人道援助和災害救援；二、發展夥伴管理部門：推動印度在周邊國家的援助項目。他曾在印度駐華大使館、印度駐美國大使館任職，並曾擔任印度駐首爾大使館副館長。
2023年10月，出任印度驻迪拜和北阿联酋总领事。

## 个人生活
与妻子乌马·帕尔瓦蒂·西瓦内桑（Uma Parvathi Sivanesan）育有一子。